# Hadena azorica
Hadena azorica é uma espécie de insetos lepidópteros, mais especificamente de traças, pertencente à família Noctuidae. A fase adulta apresenta dois pares de asas, sendo a posterior maior do que a inferior. Sua coloração é predominantemente cinza, com tons de branco e preto. Por esta característica, consegue se camuflar em ambientes urbanos, como em paredes de concreto ou tinturas de cores similares. 
A autoridade científica da espécie é Meyer & Fibiger, tendo sido descrita no ano de 2002.
Trata-se de uma espécie presente no território português.